# Marabunta – Killerameisen greifen an
Marabunta – Killerameisen greifen an (Originaltitel: Legion of Fire: Killer Ants!) ist ein US-amerikanischer Tierhorrorfilm aus dem Jahr 1998, der für FOX TV produziert wurde.

## Inhalt
Als der angesehene Entomologe Dr. Jim Conrad und sein Freund, Hubschrauberpilot Bob Hazzard, für einen Angelausflug in das abgelegene, in einem Tal liegende Provinznest Burly Pines nach Alaska reisen, entdecken sie eine Reihe von merkwürdig zugerichteten Tierkadavern. Zuletzt stoßen sie auf das abgenagte Skelett des Ureinwohners Trent Murdoch. Neben den örtlichen Polizisten Chief Jeff Croy und Officer Dave Blount taucht am Tatort auch die attraktive Grundschullehrerin Laura Sills auf. Da sich weder die Anwesenden noch Grauer Wolf, der Bruder des Verstorbenen, einen Reim auf Murdochs Tod machen können, und der Ort zudem seit Kurzem von unerklärlichen Erdbeben heimgesucht wird, beschließt Wissenschaftler Jim, noch einige Tage zu Forschungszwecken in Burly Pines zu verbringen. Als Laura Jim erklärt, dass ihre Grundschüler vor einiger Zeit schon mit Hilfe eines Thermoelements im Erdreich festgestellt haben, dass sich der Boden stark erwärmt habe, bestätigt sich Jims Verdacht, dass die Marabunta, eine südamerikanische Killerameisenart, für die beängstigenden Vorfälle verantwortlich sei.
Kurz nachdem Jim seine Erkenntnisse mit dem Police Chief geteilt hat, kommt es zu weiteren Toten, zu denen auch Officer Blounts kleiner Bruder Scott gehört. Chief Croy hat genug gesehen und will unverzüglich die Nationalgarde alarmieren. Aber alle Telefonleitungen werden durch ein plötzliches Erdbeben zerstört. Der Benzintank von Bobs Hubschrauber hat ein Loch, und auch er kann nichts tun. Jim warnt: Werde das Tal nicht binnen 24 Stunden evakuiert, seien alle Bewohner dem Tode durch die sich in diesem Moment formierenden Killerameisen geweiht. Er organisiert das weitere Vorgehen und lässt die Polizei die Bewohner von Burly Pines evakuieren, während er selbst zusammen mit Laura das in einem Schiffswrack aus Südamerika vermutete Nest der Königin vernichten will, um so das Kommunikationssystem der Ameisen empfindlich zu stören. Bewaffnet mit einem Flammenwerfer und dem Schlangenbeschwörer, einer legendären kleinen Flinte, werden Laura und Jim von Bob in dessen Hubschrauber an einen See, an dessen Ufer ein großes Schiffswrack mit tropischem Holz liegt, geflogen. Als die beiden das Holz inspizieren, wird Bob in seinem Helikopter sitzend von einigen Ameisen getötet. Jim und Laura müssen sich derweil selbst gegen einen Teppich herannahender Ameisen mit ihren Waffen zur Wehr setzen. Als sie einsehen müssen, dass das nichts nützt, fliehen sie in einem Kanu vor den Insekten.
Wieder an Land, entdecken die beiden ein kleines Moped und rasen zu Lauras Grundschule. Im Chemieraum braut Jim ein effektives Stinkkäfersekret nach, um die Ameisen damit zu bekämpfen. Doch auch dort werden sie von der Marabunta umzingelt und kommen nicht gegen die Übermacht an Ameisen an. Nur Chief Croy und dessen Sohn Chad können sie noch in letzter Sekunde retten. Officer Blount hingegen hat es nicht geschafft, er wurde von den Ameisen gefressen.
Kurz danach sprengt Grauer Wolf den Pass, der aus dem Tal führt, um die Ameisen daran zu hindern, sich weiter über das Land zu verbreiten. Die Gruppe beschließt, in die Gegenrichtung zum Staudamm zu fahren, auf den sich die Ameisenstraße jetzt zubewegt. Dort beschließt man, Dynamit zu besorgen und den Damm ebenfalls zu sprengen, um die Marabunta durch eine große Flut komplett auszulöschen. Als Jim im allerletzten Moment die Lunte zündet, bevor die Killerameisen ihn angreifen können, rettet ein Hubschrauber von außerhalb die Gruppe vor dem sicheren Tod. Das Tal wird überflutet. Jim ist überzeugt, die Ameisen getötet und so die Marabunta-Gefahr endgültig gebannt zu haben.
Was die Gruppe allerdings nicht wissen kann: Einige der Killerameisen konnten sich vor den Fluten retten und haben überlebt...

## Kritik
Insgesamt erhielt Marabunta – Killerameisen greifen an nur bescheidene Resonanz, welche das Werk zudem noch als unfreiwillig lächerlichen Trashfilm übler Machart einstufte:

„Tierhorrorfilm mit mittelmäßigen Spezialeffekten, der selbst eingefleischten Genrefans wegen seiner billigen Machart das Grauen lehrt.“

Andere Kritiken waren noch weniger zurückhaltend in ihrer negativen Bewertung, wobei TV Spielfilm der Produktion sogar Plagiatabsichten zutraute:

„Abgenagte Skelette verunstalten ein Kaff in Alaska. Insektenforscher Jim (Eric Lutes) meint, dass eine gigantische Ameisenkolonie aus Südamerika ihren Heißhunger nun im Norden stillt. Der Dorfsheriff lässt den Ort evakuieren, Jim sucht derweil die Königin der Krabbeltiere… Eiskalt von einem Charlton-Heston-Film von 1954 Wenn die Marabunta droht abgekupfert und dank liebloser Dramaturgie einfach nur lächerlich.“

Neben der billigen Machart und der lächerlichen Dramaturgie werden zudem noch diverse inhaltliche Logikfehler deutlich:
So vermuten Jim und Bob, der Elch, dessen Skelett sie finden, sei von Wölfen oder Berglöwen getötet worden, während dem Skelett offensichtlich ein Jagdpfeil zwischen den Rippen steckt.
Auch ist es verwunderlich, dass Hubschrauberpilot Bob wegen eines Lochs in seinem Tank erst die Nationalgarde nicht alarmieren kann, kurz darauf aber Jim und Laura mit derselben Maschine zum Schiffswrack fliegt. Des Weiteren enthält z. B. der Fluss, der den See von Burly Pines mit dem Meer verbinden soll, einige gefährliche Stromschnellen und dürfte wohl kaum für einen Holzfrachter dieser Größe befahrbar sein.